# Попов, Илья Георгиевич
Илья́ Гео́ргиевич Попо́в (1905—1992) — советский партийный и государственный деятель, первый секретарь Калужского обкома ВКП(б) (1944—1948).

## Биография
Уроженец Бузулукского района. Учился в церковно-приходской школе. Член ВКП(б) с 1927 г., с 1938 г. находился на партийной работе.
- 1940—1942 года — третий, затем второй секретарь Чкаловского областного комитета ВКП(б),
- 1942—1944 года — председатель исполнительного комитета Чкаловского областного Совета народных депутатов[2],
- февраль—июнь 1944 года — ответственный организатор управления кадров ЦК ВКП(б). В это время должность начальника управления кадров ЦК ВКП(б) занимал Георгий Максимилианович Маленков[3], крупный партийный деятель СССР,
- 1944—1948 года — первый секретарь Калужского областного комитета ВКП(б), а с 25 декабря 1944 год также являлся первым секретарем Калужского городского комитета ВКП(б).

В 1948 году в отношении И. Г. Попова была осуществлена служебная проверка по партийной линии, связанная с попыткой сохранить свои денежные средства, в рамках денежной реформы 1947 года. Особенностью реформы было то, что деньги хранившиеся в Сбербкассах в суммах до 3 тысяч рублей обменивались на новые деньги по курсу 1:1, от 3 до 10 тысяч — сокращение накоплений на 1/3 суммы, а свыше 10 тысяч — изымалось 2/3 суммы. При обмене же наличности, за 10 рублей старых выдавался 1 новый рубль. В связи с этим, одни граждане стремились разместить вклады в Сберкассах, другие полностью обналичить, а приближённые к власти пытались крупные вклады с помощью различных схем разбить на более мелкие.
По всей стране проводились массовые проверки, для предотвращения мошенничества со вкладами, в том числе и в отношении должностных лиц. Возбуждались уголовные дела. В ходе проверки в его отношении ЦК ВКП(б) установил следующее:

«т. Попов допустил антигосударственные действия, выразившиеся в том, что 14 декабря 1947 г., после опубликования постановления Совета Министров СССР и ЦК ВКП(б) „О проведении денежной реформы и отмене карточек на продовольственные и промышленные товары“, в период, когда сберкассы были закрыты, используя своё служебное положение, с помощью начальника областного Управления трудовых сберкасс внес в сберкассу на себя, сына и брата 13.850 рублей, чем дал повод целому ряду других руководящих работников области совершить аналогичные антигосударственные поступки».

В результате «за антигосударственные действия» И. Г. Попов был снят с поста первого секретаря Калужского областного комитета партии и исключён из рядов ВКП(б) (позднее был восстановлен в партии). После отстранения с ведущих должностей в 1948 году Илья Георгиевич Попов был назначен директором швейной фабрики в г. Чкалов, и занимал эту должность до 1950 года.
- 1950—1953 года — председатель Чкаловского областного комитета радиоинформации,
- 1953—1954 года — заместитель начальника управления культуры Чкаловского облисполкома,
- 1954—1955 года — первый секретарь Павловского районного комитета КПСС (Чкаловская область).

Депутат Верховного совета СССР 2-го созыва (1946—1950).

## Награды и звания
Был награждён орденом Отечественной войны I степени.